# Фітосеміотика
Фітосеміотика - це галузь біосеміотики, яка вивчає знакові процеси в рослинах, або ширше, вегетативний семіозис. Вегетативний семіозис - тип знакових процесів, що триває га рівні клітин та тканин, включаючи клітинне розпізнавання, сприйняття рослини, передавання сигналу рослиною, міжклітинна комунікація, імунологічні процеси і т.ін.
Термін «фітосеміотика» введений Мартіном Крампеном у 1981.